# Тераса зсувна
Тераса зсувна (рос. терраса оползневая, англ. landslide terrace, landslip terrace, нім. Rutschungsstufe f) — рівний або горбистий майданчик, що утворюється на схилі внаслідок зсуву гірських порід, нерідко нахилений убік непорушеної частини схилу.